# 모르다키아속
모르다키아속(Mordacia)는 칠성장어목에 속하는 어류 속이다. 모르다키아과(Mordaciidae)의 유일속으로 남반구에서 발견되는 3종으로 이루어져 있다. 2종은 오스트레일리아 남동부에서 1종은 칠레 남부에 서식한다.

## 하위 종
3종이 알려져 있다.
- 칠레칠성장어 (M. lapicida) (Gray, 1851)
- 짧은머리칠성장어 (M. mordax) (Richardson, 1846)
- 비기생칠성장어 (M. praecox) (Potter, 1968)